# Белтерра

Белтерра на карте штата.

Белтерра (порт. Belterra) — муниципалитет в Бразилии, входит в штат Пара. Составная часть мезорегиона Байшу-Амазонас. Входит в экономико-статистический микрорегион Сантарен. Население составляет 16 318 человек на 2010 год. Занимает площадь 4398,419 км². Плотность населения — 3,71 чел./км².

## Демография
Согласно сведениям, собранным в ходе переписи 2010 г. Национальным институтом географии и статистики (IBGE), население муниципалитета составляет:
| Полное население                               | Полное население                               | Полное население                               | Полное население                               | 16 318 |
| ---------------------------------------------- | ---------------------------------------------- | ---------------------------------------------- | ---------------------------------------------- | ------ |
| в том числе:                                   | Городское население                            | 6 852                                          | Процент городского населения, %                | 41,99  |
|                                                | Сельское население                             | 9 466                                          | Процент сельского населения, %                 | 58,01  |
|                                                | Мужское население                              | 8 481                                          | Процент мужского населения, %                  | 51,97  |
|                                                | Женское население                              | 7 837                                          | Процент женского населения, %                  | 48,03  |
| Плотность населения, чел/км²                   | Плотность населения, чел/км²                   | Плотность населения, чел/км²                   | Плотность населения, чел/км²                   | 3,71   |
| Население муниципалитета в % к населению штата | Население муниципалитета в % к населению штата | Население муниципалитета в % к населению штата | Население муниципалитета в % к населению штата | 0,22   |

По данным оценки 2015 года население муниципалитета составляет 17 036 жителей.

## Статистика
- Валовой внутренний продукт на 2003 год составляет 62 971 569,00 реалов (данные: Бразильский институт географии и статистики).
- Валовой внутренний продукт на душу населения на 2003 год составляет 3874,46 реалов (данные: Бразильский институт географии и статистики).
- Индекс развития человеческого потенциала на 2000 год составляет 0,647 (данные: Программа развития ООН).

## Важнейшие населенные пункты
| № | Населённый пункт | Населённый пункт (порт.) | Категория | Население чел. (2010) | На карте                       |
| - | ---------------- | ------------------------ | --------- | --------------------- | ------------------------------ |
| 1 | Белтерра         | Belterra                 | город     | 6852                  | 2°38′21″ ю. ш. 54°56′07″ з. д. |
| 2 | Араманай         | Aramanai                 | поселок   | 219                   | 2°42′40″ ю. ш. 55°00′01″ з. д. |